# ジョゼフ・マリー・ド・ロレーヌ
ジョゼフ＝マリー＝ルイ・ド・ロレーヌ（Joseph-Marie-Louis de Lorraine, 1759年6月23日 - 1812年3月29日）は、ブルボン朝末期フランスの貴族・軍人。ヴォーデモン公（Prince de Vaudémont）。フランス革命後は亡命しオーストリア帝国軍に仕官した。最終階級は陸軍大将。

## 生涯
ギーズ家の末裔で王室主馬頭を務めたブリオンヌ伯ルイ・シャルルと、その3番目の妻ルイーズ・ド・ロアンの間の第4子・次男。革命勃発後の1791年、兄ランベスク公シャルル・ウジェーヌとともに国外に脱出した。兄弟にはフランス王室に近しい縁者としてエミグレ軍の軍司令官となる選択肢もあったが、そうはせず早々にオーストリア軍に入隊した。
第一次対仏大同盟戦争ではベンダー元帥の率いる墺領ネーデルラント駐屯軍に所属した。1793年陸軍少将に昇進、ヴルムザー元帥麾下のオーバーライン方面軍の指揮官となった。1796年にはラトゥール陸軍大将の下で騎兵旅団の旅団長となり、エットリンゲン、ネーレスハイム、ヴュルツブルク、シュリーンゲンなどでの戦いに参加した。1797年陸軍中将に昇進。
1799年に始まった第二次対仏大同盟戦争では、カール大公の下でシュヴァーベン地方に駐屯するオーストリアの主力軍に属して戦った。第1次シュトッカッハの戦いでは胸甲騎兵旅団を、第1次チューリッヒの戦いでは歩兵旅団を率いた。1800年の戦役では一個師団の師団長となるが、同年5月3日の第二次シュトッカッハの戦いでは仏軍のルクールブ将軍によって壊滅的打撃を受け、続く5月5日のメスキルヒの戦いでの敗北を以て師団長の任を解かれた。1805年の第三次対仏大同盟戦争では、カール大公の指揮下で騎兵旅団長を務め、カルディエーロの戦いに参加した。
1808年陸軍大将に進むが同年退役した。1812年隠棲先のセゲドで没した。彼と兄ランベスク公の死により、ギーズ家の男系は最終的に途絶えた。
1778年12月30日、ロニー伯爵ルイ・エルネスト・ガブリエル・ド・モンモランシー（1735年 - 1768年）の一人娘ルイーズ・ド・モンモランシー（1763年 - 1832年）と結婚したが、間に子はなかった。妻はタレーランの親しい友人であり、王政復古期のパリで高名なサロンを主宰した。

## 引用・脚注
1. ↑  Eintrag in Napoleon online
2. ↑  パストゥール『悲劇のアンギャン公爵』寿郎社、2017年、P312。